# Overland Trail

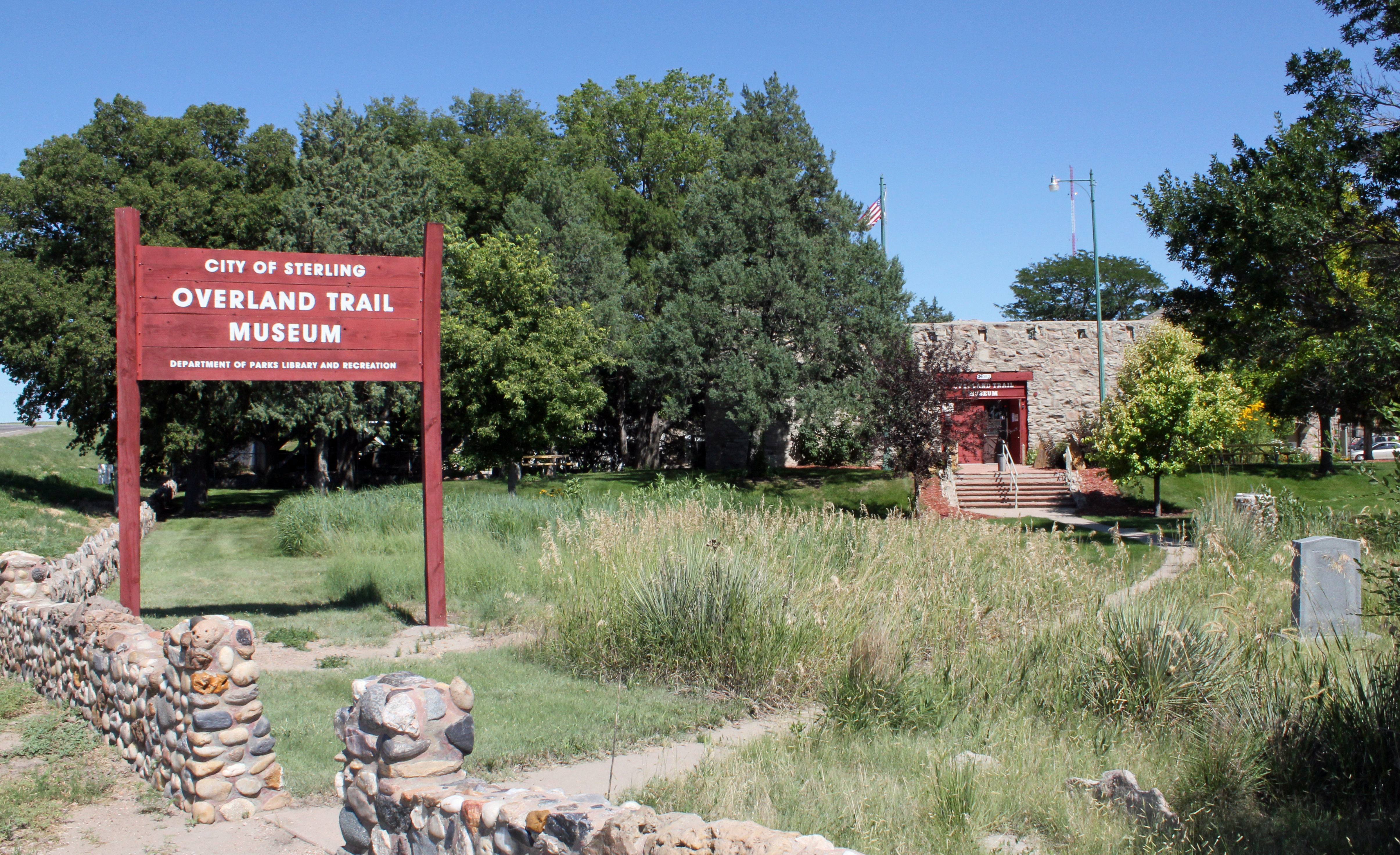
Overland Trail Museum in Sterling (Colorado)

Der Overland Trail (auch als Overland Stage Line bekannt) war im 19. Jahrhundert eine Route für Planwagen und Postkutschen im Westen der Vereinigten Staaten. Teile der Route wurden seit den 1820er Jahren von Entdeckern und Trappern genutzt, doch in den 1860er Jahren wurde der Overland Trail zur am stärksten genutzten Alternativroute zu den bekannten Siedlerrouten Oregon, California und Mormon Trail durch Wyoming.

## Geschichte

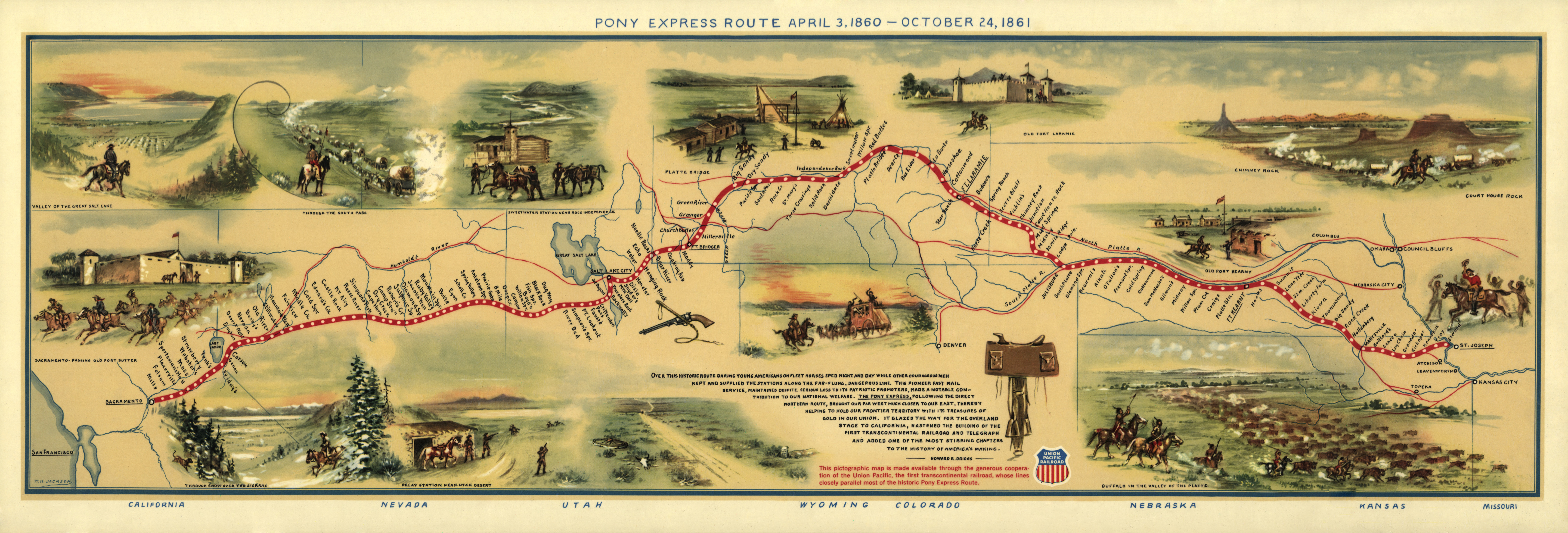
Karte der Pony Express Route 1860 von William Henry Jackson

1850 kehrte die Expedition von Captain Howard Stansbury vom U. S. Army Corps of Topographical Engineers nach Osten zurück. In Fort Bridger riet Jim Bridger Stansbury zu einer kürzeren Route als dem bekannten Oregon Trail. Dieser Weg verlief vom Green River ostwärts über den Bridger Pass, wo er die kontinentale Wasserscheide überquerte, dann über den North Platte River in die Laramie Plains. General William Henry Ashley hatte 1825 die Laramie Plains durchquert, und John C. Frémont hatte 1842 das Gebiet in der Nähe des Bridger Passes erkundet. 1858 unternahm Leutnant F. T. Bryan seine dritte Expedition über die Bridger Pass Route, wobei eine Gruppe von Ingenieuren den Verlauf einer Straße festlegte.
Ab 1859 betrieb der Leavenworth and Pike’s Peak Express Postkutschen von Missouri entlang des Oregon und California Trails über den South Pass. Der Vertrag wurde 1860 annulliert und an die Central Overland California and Pikes Peak Express Company (C.O.C. and P.P. Express) vergeben. 1860 startete C.O.C. and P.P. Express den Pony Express, der den Oregon und Mormon Trails nach Salt Lake City und der Central Nevada Route nach Sacramento folgte. Der Pony Express bestand nur ein Jahr, bevor C.O.C. and P.P. Express bankrottging und die Bestände an Ben Holladay verkauft wurden. Im Jahr 1861 erhielt Holladay den Vertrag für den Postdienst zwischen dem westlichen Endpunkt der Eisenbahn in Missouri und Salt Lake City. Der Postdienst von Utah nach Kalifornien wurde an die Overland Mail Company und andere Postkutschenbetreiber vergeben. Holladay operierte zunächst entlang der ursprünglichen Route über den South Pass, verlegte die Route jedoch nach Angriffen von Shoshonen weiter nach Süden über den Bridger Pass. Diese südlichere Route ermöglichte auch eine einfachere Verbindung nach Denver. Am 21. Juli 1862 begannen Postkutschen, die neue Route zu benutzen.
Holladay behielt den Vertrag bis 1866, als der Postdienst an Wells Fargo verkauft wurde. Die Postkutschenverbindung war bis 1869 in Betrieb, als die Fertigstellung der ersten transkontinentalen Eisenbahn den Postdienst per Postkutsche überflüssig machte.

## Verlauf

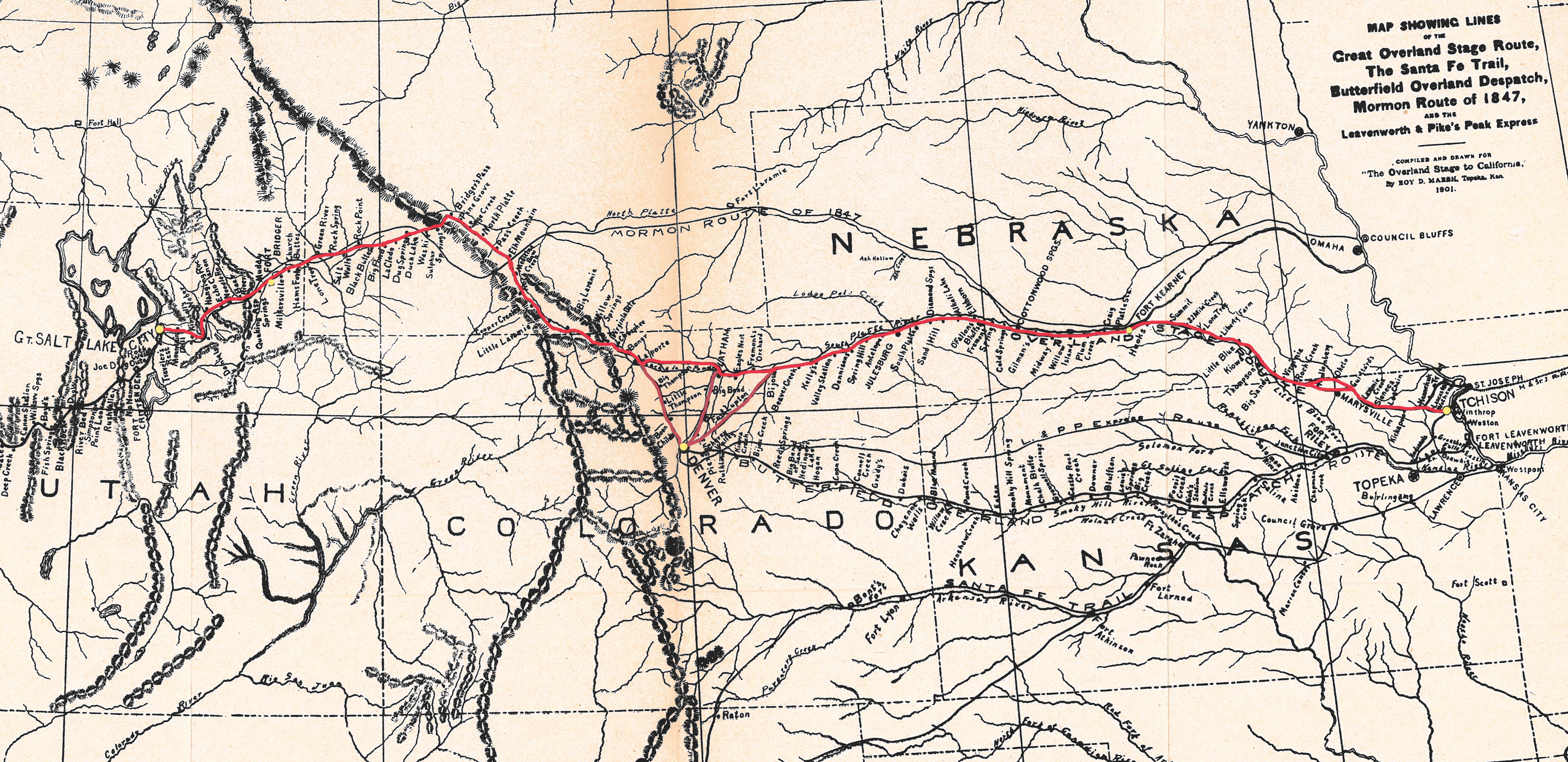
Verlauf des Overland Trails zwischen Atchison (Kansas) und Salt Lake City mit Verbindungswegen nach Denver

Beginnend in Atchison (Kansas) verlief der Overland Trail nach Colorado, bevor er in den Süden Wyomings führte und dann in Fort Bridger wieder auf den Oregon Trail traf.